# Racopilum arcuatum
Racopilum arcuatum là một loài rêu trong họ Racopilaceae. Loài này được (Hedw.) A. Jaeger mô tả khoa học đầu tiên năm 1876.